# Felipe Kitadai
Felipe Kitadai est un judoka brésilien né le 28 juillet 1989 à São Paulo. Il remporte la médaille de bronze aux Jeux olympiques de 2012 dans la catégorie des moins de 60 kg et la casse dans sa douche.

## Palmarès
- Jeux olympiques d'été :
  - Jeux olympiques de 2012 à Londres :
    -  Médaille de bronze en judo homme -60 kg.

- Jeux panaméricains :
  - Jeux panaméricains de 2011 à Tokyo :
    -  Médaille d'or en judo homme -60 kg.

  - Jeux panaméricains de 2015 à Toronto :
    -  Médaille d'argent en judo homme -60 kg.